# Chondrostereum vesiculosum
Chondrostereum vesiculosum är en svampart som först beskrevs av Gordon Herriot Cunningham, och fick sitt nu gällande namn av Stalpers & P.K. Buchanan 1991. Chondrostereum vesiculosum ingår i släktet Chondrostereum och familjen Cyphellaceae.   Inga underarter finns listade i Catalogue of Life.